# Archidiecezja seulska
Archidiecezja seulska (łac. Archidioecesis Seulensis, kor. 천주교 서울대교구) – rzymskokatolicka archidiecezja ze stolicą w Seulu, w Korei Południowej.

## Terytorium
Faktycznie obszar archidiecezji pokrywa się z granicami Seulu. De iure część jej terytorium położone jest ponadto w Korei Północnej, jednak ze względu na antyklerykalną politykę tamtejszych władz arcybiskup seulski nie ma rzeczywistej władzy w tej części arcybiskupstwa.

## Sufraganie archidiecezji seulskiej
Metropolia seulska obejmuje część Korei Południowej oraz prawie cały obszar Korei Północnej (z wyjątkiem opactwa terytorialnego Tokwon). Jednak z powodów politycznych metropolita seulski nie ma rzeczywistej władzy w komunistycznej Korei. Sufraganiami archidiecezji seulskiej są diecezje:
- Chuncheon (w części obejmuje tereny w Korei Północnej)
- Daejeon
- Hamhŭng (w całości położona w Korei Północnej)
- Incheon
- pjongjańska (w całości położona w Korei Północnej)
- Suwon
- Uijeongbu
- Wonju

## Historia
9 września 1831 z mocy decyzji Grzegorza XVI erygowano wikariat apostolski Korei. Dotychczas wiernym z półwyspu koreańskiego przewodził ordynariusz wikariatu apostolskiego Pekinu (obecnie archidiecezja pekińska).
Do lat 80. XIX wieku katolicy w Korei byli prześladowani. Śmierć męczeńską poniosło 3 wikariuszy apostolskich Korei, 10 kapłanów i jak się szacuje ponad 10000 osób świeckich. Część z nich została wyniesiona na ołtarze. Grupa 79 męczenników została beatyfikowana przez papieża Piusa XI 5 lipca 1925 (zamęczeni przed 1847), natomiast kolejnych 24 przez Pawła VI 6 października 1968 (zamordowani po 1859). Kanonizacji łącznie tych 103 męczenników dokonał papież Jan Paweł II w dniu 6 maja 1984 w Seulu podczas swojej wizyty w Korei Południowej.
8 kwietnia 1911 z jednostki wydzielono wikariat apostolski Taiku (obecnie archidiecezja Daegu). W tym dniu również zmieniono nazwę na wikariat apostolski Seulu.
Dalsze lata przyniosły rozwój Kościoła katolickiego w Korei i co za tym idzie powstawanie nowych kościelnych jednostek administracyjnych. Z wikariatu apostolskiego Seulu wydzielono:
- 5 sierpnia 1920 - wikariat apostolski Wŏnsan (obecnie diecezja Hamhŭng)
- 17 marca 1927 - prefekturę apostolską Pjongjang (obecnie diecezja pjongjańska)
- 25 kwietnia 1939 - prefekturę apostolską Shunsen (obecnie diecezja Chuncheon)
- 23 czerwca 1958 - wikariat apostolski Cheongju (obecnie diecezja Cheongju)
- 6 czerwca 1961 - wikariat apostolski Incheon (obecnie diecezja Incheon)

10 marca 1962 Jan XXIII dokonał reorganizacji Kościoła rzymskokatolickiego w Korei. Wśród trzech wikariatów apostolskich wyniesionych tego dnia do godności archidiecezji był również seulski.
Archidiecezja seulska traciła kolejne parafie 7 października 1963 na rzecz diecezji Suwon i 24 czerwca 2004 na rzecz diecezji Uijeongbu.
W 1984 i w 1989 archidiecezję seulską odwiedził papież Jan Paweł II.

## Ordynariusze seulscy
Obecnie arcybiskupem metropolitą seulskim jest Peter Chung Soon-taek, pełni również urząd administratora apostolskiego sede plena diecezji pjongjańskiej.
Biskupami pomocniczymi archidiecezji są:
- Job Koo Yo-bi (od 28 czerwca 2017)
- Paul Kyung Sang Lee (od 24 lutego 2024)
- Matthew Kwang-Hee Choi (od 8 lipca 2025)

Trzech wikariuszy apostolskich Korei ogłoszono świętymi. Są to:
- św. Wawrzyniec Imbert MEP
- św. Szymon Berneux MEP
- św. Antoni Daveluy MEP